# Clavería (Cagayán)
Clavería es un municipio filipino de segunda categoría perteneciente a  la provincia de Cagayán.

## Geografía
Tiene una extensión superficial de 156.48 km² y según el censo del 2007, contaba con una población de 30.275 habitantes, 30.482  el día primero de mayo de 2010

### Barangayes
Clavería se divide administrativamente en 41 barangayes o barrios, 36 de  carácter rural, 5 urbanos.
| - Alimoan - Bacsay Cataraoan Norte - Bacsay Cataraoan Sur - Bacsay Mapulapula - Bilibigao - Buenavista - Cadcadir East (1) - Cadcadir West (1) - Camalaggoan/D. Leaño - Capannikian - Centro I (Población) - Centro II (Población) - Centro III (Población) - Centro IV (Nangasangan) - Centro V (Mina) - Centro VI (Minanga) - Centro VII (Malasin East) - Centro VIII (Malasin West) - Culao - Dibalio | - Kilkiling (1) - Lablabig (1) - Luzon - Mabnang (1) - Magdalena - Malilitao - Nagsabaran - Pata East - Pata West - Pinas - Santiago - San Antonio (Sayad/Bimmokel) - San Isidro - San Vicente - Santa Maria - Santo Niño (Barbarnis) - Santo Tomas - Tabbugan - Taggat Norte - Taggat Sur - Union (1) |

(1) Compartido con Santa Práxedes 

## Historia
El nombre del municipio es el del apellido del Gobernador de Filipinas Narciso Clavería y Zaldúa, conde de Manila.